# Sint-Willibrorduskerk (Milheeze)
De Sint-Willibrorduskerk is een rooms-katholieke kerk gelegen in Milheeze.

## Voorgeschiedenis
Milheeze was in de Middeleeuwen een heerlijkheid, een grote boerderij met bijbehorende bijbouwen en uitgestrekte landerijen. De eerste vermelding van de naam Milhese dateert uit 1334. De eerste geregistreerde eigenaar was Jan van Doerne, de heer van Deurne, die Milheeze in 1443 ontving van Filips de Goede, destijds hertog van Brabant. In 1425 was er al een kapel gebouwd, gewijd aan Sint-Antonius Abt door Jan III Berthout van Berlaer, heer van Helmond.  De heerlijkheid was gelegen tussen deze kapel en Schutsboom, het voormalige gehuchtje en tegenwoordige straat.

## Huidige kerk
Rond 1800 liep de kapel liep  grote schade op. In 1844 werd de huidige kerk, een rijksmonument, op de restanten van de kapel gebouwd. Een deel van de muren en de toren van de kapel werd hierbij hergebruikt. Milheeze is in die periode ook een zelfstandige parochie geworden.
De huidige kerk werd gebouwd als een Waterstaatskerk, net als de Sint-Antonius Abtkerk in het nabijgelegen De Mortel, die in dezelfde periode is gebouwd. De patroonheilige van de Milluse kerk werd van Sint-Antonius gewijzigd naar Sint-Willibrordus, de 7e-eeuwse bisschop en destijds patroonheilige van de toenmalige heerlijkheid Bakel.
De kerk is gebouwd in neoclassicistische stijl. In 1963 werden de zijbeuken toegevoegd door architect Jan de Jong en werd het interieur vernieuwd.